# Jinqiao, Chongqing
Jinqiao (kinesiska: 金桥) är en köping i sydvästra Kina. Den ligger i stadsdistriktet Qijiang i storstadsområdet Chongqing, omkring 64 kilometer sydost om det centrala stadsdistriktet Yuzhong. Antalet invånare är 14 212. Befolkningen består av 6 955 kvinnor och 7 257 män. Barn under 15 år utgör 15,0 %, vuxna 15-64 år 68 %, och äldre över 65 år 16,0 %.